# Campeonato de Apertura 1943
Campeonato de Apertura 1943 var det åttonde året i den chilenska fotbollsturneringen Campeonato de Apertura. Turneringen bestod av fem lag, alla från huvudstaden Santiago. Turneringen samordnades av Santiagos Fotbollsförbund och vanns av Santiago Morning.

## Gruppspel
Om lag hamnade på samma poäng spelades det ett omspel. I detta fall innebar att det fick spelas en final samt en match om fjärdeplatsen.
| Plac. | Lag                  | S | V | O | F | GM | IM | MSK | Poäng |
| ----- | -------------------- | - | - | - | - | -- | -- | --- | ----- |
| 1     | Audax Italiano       | 4 | 2 | 2 | 0 | 9  | 6  | +3  | 6     |
| 2     | Santiago Morning     | 4 | 3 | 0 | 1 | 13 | 9  | +4  | 6     |
| 3     | Colo-Colo            | 4 | 2 | 0 | 2 | 8  | 7  | +1  | 4     |
| 4     | Universidad de Chile | 4 | 0 | 2 | 2 | 7  | 11 | -4  | 2     |
| 5     | Magallanes           | 4 | 0 | 2 | 2 | 3  | 7  | -4  | 2     |